# Diversidad sexual en Suazilandia
Los derechos de diversidad sexual en Suazilandia se encuentran limitados. Las personas LGBT enfrentan desafíos legales no experimentados por los residentes no LGBT. Según Rock of Hope, un grupo de defensa LGBT suazi, «no existe una legislación que reconozca a los LGBTI o proteja el derecho a una orientación no heterosexual e identidad de género y, como resultado, las personas LGBT no pueden ser abiertas sobre su orientación o identidad de género por miedo al rechazo y la discriminación». La homosexualidad es ilegal en Suazilandia, aunque esta ley no se aplica en la práctica.
Las personas LGBT en Suazilandia regularmente enfrentan discriminación y acoso social. Como tal, la mayoría elige permanecer en el armario o mudarse al país vecino Sudáfrica. Además, se enfrentan a una tasa muy alta de infecciones por VIH/sida (Suazilandia tiene la mayor prevalencia de VIH en el mundo, con un 27% de la población suazi infectada).
El primer desfile del orgullo de Suazilandia se celebró en junio de 2018.
Existen regulaciones emitidas en 2017 y 2022 que ofrecen una protección legal contra la incitación al odio basado en la orientación sexual.

## Leyes sobre actos sexuales entre personas del mismo sexo
De acuerdo con la Sección 252(1) de la Constitución del Reino de Suazilandia, los principios y reglas del derecho consuetudinario romano-neerlandés que se han aplicado a Suazilandia desde el 22 de febrero de 1907 (ya que esos principios y reglas ya cuando se declaró la independencia el 6 de septiembre de 1968) se aplican y hacen cumplir como la ley común de Suazilandia. La fuente principal de este derecho consuetudinario en 1907 fue el derecho consuetudinario aplicado en la Colonia de Transvaal, que finalmente se convirtió en parte de Sudáfrica. La sodomía era un delito bajo la ley común de 1907, punible con la muerte o con un castigo menor a discreción de la corte.
A mediados del siglo XX, la «sodomía» en Sudáfrica había sido definida por sus tribunales como «relaciones sexuales ilegales e intencionadas por año entre dos hombres humanos». Esta definición limitada excluía un grupo residual de proscritos «antinaturales sexuales» referidos generalmente como «un delito antinatural», que incluía como mínimo aquellos actos sexuales entre hombres que no implicaban penetración anal, y aparentemente nunca incluyeron actos sexuales entre mujeres. Es incierto si estos desarrollos en Sudáfrica tuvieron un efecto en la ley común de Suazilandia. La Asociación Internacional de Gais y Lesbianas afirma que la definición de «sodomía» de Suazilandia es la misma que la de Sudáfrica y que los actos sexuales femeninos del mismo sexo son legales.
La ley de sodomía de Suazilandia no se aplica en la práctica. El Ministro de Justicia ha dicho en repetidas ocasiones que su política no es enjuiciar a los adultos que consienten. Sin embargo, los grupos LGBT han criticado este enfoque: «Para nosotros, suena como tener un arma y decir que su política es no disparar». Han argumentado que la única forma de derogar la ley de sodomía del país es recurriendo a los tribunales.
En junio de 2019, tras la derogación de la ley de sodomía de Botsuana, un editorial de AllAfrica pidió a Suazilandia que hiciera lo mismo. Sin embargo, el editorial señaló que las diferencias entre los dos países —Botsuana es una democracia y Suazilandia es una monarquía absoluta con un historial de derechos humanos muy pobre y donde los partidos políticos están prohibidos— hacen que hayan muy pocas oportunidades para la discusión y el debate.

## Reconocimiento de las relaciones entre personas del mismo sexo
No hay reconocimiento legal de las relaciones entre personas del mismo sexo.

## Adopción y planificación familiar
Las parejas del mismo sexo tienen prohibido adoptar niños. De lo contrario, los futuros padres heterosexuales adoptivos pueden ser solteros, casados o divorciados.

## Protecciones de discriminación
No existen protecciones legales amplias contra la discriminación por orientación sexual o identidad de género. En 2012, el exministro de Relaciones Exteriores, Mgwagwa Gamedze, rechazó un llamado de un grupo de trabajo de las Naciones Unidas para que establezca una ley que proteja a las personas LGBT. Gamedze dijo que tan pocos gais viven en Suazilandia, si es que hay alguno, que la molestia de redactar tal ley no valía la pena.
En mayo de 2017, el Comité de Derechos Humanos de las Naciones Unidas presentó una serie de preguntas al gobierno suazi sobre derechos LGBT. El Comité quería saber qué medidas se habían implementado «para proteger a las personas de la discriminación y la violencia basadas en la orientación sexual y la identidad de género, incluso en la vivienda y el empleo, y para promover la tolerancia». Además, el Comité cuestionó la adhesión de Suazilandia al Pacto Internacional de Derechos Civiles y Políticos, que protege la actividad sexual consensual de adultos en privado, y expresó su preocupación de que la violencia contra las personas LGBT sea generalizada.

### Incitación al odio
El artículo 10.2(2) sobre "Violencia y discurso de odio" de las Directrices de Servicios de Radiodifusión de 2017, emitidas por la Comisión de Comunicaciones de Esuatini (ESCCOM), establece que: "Los titulares de licencias de servicios de radiodifusión no deben transmitir material que, en contexto, sancione, promueva o idealice la violencia o conductas ilícitas por motivos de raza, origen nacional o étnico, color, religión, género, orientación sexual, edad o discapacidad mental o física". Estas directrices se aplican a todos los proveedores de servicios de radiodifusión y televisión.
El artículo 8(1)(d) de las Directrices de Contenido de Radiodifusión de 2022 establece que: "El titular de la licencia deberá garantizar que ninguna emisión de su emisora pueda incitar, violentar, perpetuar el odio o vilipendiar a ninguna persona o sector de la comunidad por motivos de raza, etnia, nacionalidad, género, preferencia sexual, edad, discapacidad, religión o cultura de dicha persona o sector de la comunidad". Estas directrices se aplican a todas las emisoras y proveedores de servicios de contenido.

## Identidad y expresión de género
El artículo 8(3) de la Ley de Registro de Nacimientos, Matrimonios y Defunciones (1983) permite el cambio de sexo de menores de edad en los registros. La Ley no especifica que el cambio de sexo deba realizarse de ninguna manera específica, sin embargo, establece que debe presentarse un certificado médico. Esta disposición debe interpretarse de conformidad con la Ley de Protección y Bienestar Infantil.
El Ministerio de Salud ha reconocido que las personas transgénero y de género diverso constituyen una población vulnerable con escaso acceso a la atención médica. Por ello, en 2016 publicó un manual de capacitación para profesionales de la salud llamado "Mejorar el acceso a servicios integrales de salud para poblaciones clave en Suazilandia" con el fin de ampliar los conocimientos sobre la salud y las necesidades de atención médica de las personas transgénero y, de esta manera, mejorar el acceso a la atención que promueve la afirmación de género.

## Condiciones de vida
El Informe de Derechos Humanos 2011 del Departamento de Estado de los Estados Unidos encontró que:

La discriminación social contra la comunidad LGBT era frecuente [en 2011], y las personas LGBT generalmente ocultaban su orientación sexual e identidad de género. La legislación de la era colonial contra la sodomía permanece en los libros; Sin embargo, no se ha utilizado para arrestar a hombres homosexuales. Los hombres homosexuales y las lesbianas que eran abiertos sobre su orientación sexual y sus relaciones se enfrentaron a la censura y la exclusión del sistema de mecenazgo basado en el cacicazgo, lo que podría resultar en el desalojo del hogar. Los jefes, pastores y miembros del gobierno criticaron la conducta sexual entre personas del mismo sexo como una conducta ni suazi ni cristiana. Existe discriminación social contra hombres y lesbianas homosexuales, y las organizaciones de defensa LGBT tuvieron problemas para registrarse en el gobierno. Una de esas organizaciones, House of Pride, estaba afiliada a otra organización que se ocupaba del VIH/SIDA. Es difícil saber el alcance de la discriminación laboral basada en la orientación sexual porque no es probable que las víctimas se presenten, y la mayoría de los hombres homosexuales y las lesbianas no están abiertos a su orientación sexual.

### Posiciones de funcionarios del gobierno
Según los informes, el rey Mswati III, uno de los últimos monarcas absolutos del mundo, calificó las relaciones entre personas del mismo sexo como «satánicas» y el ex primer ministro Barnabas Sibusiso Dlamini calificó la homosexualidad como «una anormalidad y una enfermedad».
En 2009, Mangosuthu Simanga Dlamini, presidente de la Asociación de Gais y Lesbianas de Suazilandia (Galeswa), fue invitado personalmente a la apertura del noveno Parlamento de Suazilandia.
En febrero de 2012, los funcionarios de salud pública de Suazilandia utilizaron una campaña del Día de San Valentín para instar a los homosexuales a confiar en las políticas de confidencialidad y hacerse la prueba del VIH. El subdirector de salud, Simon Zwane, reconoció que en la sociedad suazi el sexo gay es tabú, pero dijo que el Ministerio de Salud estaba ampliando activamente su alcance para incluir a las parejas del mismo sexo en el asesoramiento y las pruebas de VIH. El movimiento fue aplaudido por grupos LGBT que lo consideraron un gran paso para reconocer la existencia de personas LGBT.
En junio de 2012, el primer ministro Barnabas Sibusiso Dlamini dijo que «el clero de la iglesia dice que esto (las relaciones LGBT) no es bíblicamente aceptable. Es justo ahora que algunos países y comunidades lo permitan. Todavía es aterrador aquí en Suazilandia cuando vemos que sucede. Las leyes del país no permiten esto». El primer ministro también dijo que «las personas del mismo sexo ni siquiera pueden ir a las oficinas regionales para casarse. Tomará tiempo antes de permitir que esto suceda e incluirlo en las leyes del país. Ni siquiera estamos listos para considerarlo».
En 2014, el secretario de prensa, Percy Simelane, dijo a The Swazi Observer que el Gobierno «ha seguido de cerca la situación con el fin de adoptar una posición legal».

### Discriminación e incidentes sociales
Los informes de discriminación, acoso y violencia contra personas LGBT no son infrecuentes en Suazilandia. En marzo de 2015, una mujer lesbiana de 26 años de Nhlangano fue asesinada por un hombre que no quería estar en presencia de lesbianas. Unos meses antes, un hombre gay también fue asesinado en la ciudad.
En marzo de 2019, un pastor de una iglesia desconocida fue suspendido después de ser acusado de ser bisexual.
En junio de 2019, los funcionarios se negaron a registrar a las minorías sexuales y de género (ESGM) de Suazilandia «por razones de moralidad». Melusi Simelane, el fundador del grupo, está considerando acciones legales.

### Activismo
El primer desfile del orgullo de Suazilandia se celebró en junio de 2018 en Mbabane y fue organizado por Rock of Hope. El evento comenzó con una marcha (con protección policial), seguida de un pícnic y una fiesta. Asistieron alrededor de mil personas. El evento recibió una considerable cobertura mediática internacional y nacional, apareciendo en la portada de los dos principales periódicos suazis. La embajadora estadounidense en Suazilandia, Lisa J. Peterson, asistió a la marcha.
Rock of Hope es un grupo de defensa LGBT, que busca crear conciencia sobre la discriminación y la estigmatización que enfrentan los miembros de la comunidad LGBT, para prevenir la transmisión del VIH/sida y promover la aceptación de las personas LGBT por la sociedad y por ellos mismos. Fue fundada en 2012. También es activa en la realización de obras de caridad en las comunidades locales.
En noviembre de 2018, los activistas lanzaron un documental centrado en la vida de un hombre gay, Mlando, una lesbiana, Álex, y una mujer transgénero, Polycarp, en Suazilandia. El documental, llamado Fighting For Pride: Swaziland, analiza los prejuicios a los que se enfrentan, las reacciones de sus familias y el significado del activismo LGBT.
En diciembre de 2018, se relanzó una rama del Ministerio Internacional del Arca de la Alegría, una organización religiosa, en Coates Valley. La iglesia da la bienvenida a miembros homosexuales y lesbianas. Un portavoz de Rock of Hope dijo: «Vale la pena señalar que muchos en los círculos religiosos, continúan arrojando discursos de odio y muestran total desprecio por los hechos del Señor, al juzgar y expulsar a algunos de la comunidad LGBTI de sus lugares de adoración. Es por esa razón, damos la bienvenida a la apertura de iglesias como las que muestran el amor de Dios y predican el espíritu de unidad y unión».
El segundo evento de orgullo del país se celebró el 22 de junio de 2019. El evento, descrito como un «éxito alegre», incluyó a participantes que cantaban canciones tradicionales suazi.

## Opinión pública
Según una encuesta del 2013, el 43 % de las encuestadas lesbianas y transgénero habían intentado suicidarse en el último año, y el 78 % tomó regularmente «sustancias intoxicantes para sentirse normal y olvidar».
Una encuesta de 2016 encontró que al 26 % de los suazis les gustaría o no les molestaría tener un vecino LGBT.
Una encuesta de 2019 mostró que el 59 % de los suazis LGBT habían sido discriminados o tratados sin respeto en los establecimientos de salud pública, y al 30 % se le negaron los servicios de salud.